# Devedesete
Devedesete je dvanaesti studijski album novosadskog kantautora Đorđa Balaševića. Objavljen je 2000. godine. Bavi se ratnom tematikom, a pjesme koje se ističu na ovom albumu su  "Devedesete", te "Lege'da o Gedi Gluperdi", u kojoj ismijava srpskog ratnog vođu Slobodana Miloševića.

## Popis pjesama
1. Devedesete (5:58)
2. Živeti slobodno (5:26)
3. Balkanski tango (6:32)
4. Plava balada (5:41)
5. Stih na asfaltu (4:15)
6. Lege'da o Gedi Gluperdi (7:01)
7. Sevdalinka (6:03)
8. Kao talas... (4:52)
9. Nedostaje mi naša ljubav... (3:53)
10. Naopaka bajka (7:08)
11. Dok gori nebo nad Novim Sadom (6:13)
12. Mrtvi... (5:08)
13. Devedesete (reprise) (2:06)